# ملیسا ری
ملیسا ری (انگلیسی: Melissa Ray؛ زادهٔ ۲۵ آوریل ۱۹۸۴) بازیکن فوتبال اهل نیوزیلند است.
وی همچنین در تیم ملی فوتبال زنان نیوزیلند بازی کرده‌است.